# Ulica Ludna w Warszawie
Ulica Ludna – ulica w dzielnicy Śródmieście w Warszawie.

## Historia
Ulica pojawiła się na planach po raz pierwszy w roku 1732; była już wtedy częściowo uregulowana i otoczona ogrodami. Na parceli u zbiegu z ul. Solec po roku 1740 miał swój ogród architekt Joachim Daniel Jauch.
Późniejszy właściciel tej posesji, Kazimierz Poniatowski, od roku 1771 tworzył tu zespół pałacowo-ogrodowy według projektu Szymona Bogumiła Zuga, po części barokowy po części – romantyczny, jako pierwszy w Warszawie tzw. park na Książecem. Pawilony w ogrodzie otrzymały formy ruin młyna czy podniszczonego kościółka, który w istocie mieścił teatr. 
W roku 1873 posiadłość nabył Aleksander Sapieha, który mieszkał tu do końca XIX wieku. Parcela Poniatowskiego graniczyła od zachodu z tzw. Ekonomią Saską, czyli zapleczem gospodarczym dworu z ogrodami warzywnymi i zarybionymi basenami. Przy samej Ludnej u zbiegu z ul. Czerniakowską znajdowały się dziedzińce otoczone budynkami gospodarczymi; między innymi browarem, spichlerzem i młynem. Owe budynki strawił pożar w roku 1768; nowe wystawiono według projektu Szymona Bogumiła Zuga w roku 1770.
Po roku 1815 rząd Królestwa Polskiego na części tej nieruchomości uruchomił Fabrykę Kobierców i Dywanów, z farbiarni w budynku dawnego browaru.
Po przeciwnej stronie ulicy, u zbiegu z ul. Solec znajdowała się posesja sięgająca aż do ul. Okrąg; w roku 1784 znajdowały się tu spichlerze należące do Izabeli Lubomirskiej, „Błękitnej Markizy”, żony Stanisława Lubomirskiego. Było to jedno z licznych dóbr marszałkowej: posiadała ona także Pałac w Wilanowie, Pałac Szustra w Mokotowie, dawny pałac Krasińskich na Ursynowie i wiele innych. W roku 1808 parcela posiadała frontową zabudowę drewnianą; naroże u zbiegu obu ulic wypełnił niewielki drewniany budynek. W roku 1819 miały się tu epizodycznie mieścić koszary, powiązane być może z sąsiednim Magazynem Solnym. Za ulicą Okrąg znajdowała się parcela należąca do Adama Kowalskiego, byłego wójta jurydyki Solec; jej drewniana zabudowa składała się z dworku i browaru.
Ulica Ludna aż do połowy XIX wieku była bardzo zaniedbana; nie posiadała bruku i często zalewały ją wezbrane wody Wisły, nawierzchnia z polnych kamieni pojawiła się na niej dopiero około roku 1856. Zbiegło się to w czasie z przejęciem zabudowań Rządowej Fabryki Kobierców i Dywanów przez Towarzystwo Oświetlenia Gazowego z Dessau (dziś Dessau-Roßlau), które w okresie 1856–1857 wystawiło tu dwa ceglane, wieloboczne zbiorniki gazu. Obiekty te miały pionierski charakter w kategorii architektury przemysłowej miasta; ich zdobione elewacje były w tej kwestii przełomem. W roku 1868 dostawiono trzeci, cylindryczny tym razem zbiornik; w roku 1872 Gazownia zakupiła od rodziny Janasch część dawnej posiadłości Poniatowskiego. Powstał tam kolejny zbiornik gazu, zaś przy ulicy wystawiono budynek administracji. Na jego tyłach wzniesiono obiekty służące procesom produkcyjnym: odsiarczalnię, wieżę ciśnień i posterunek Straży Ogniowej. Wszystkie te obiekty wzniesiono przed rokiem 1897; około roku 1900 wybudowano pałacyk dyrektora.
W pierwszym dziesięcioleciu istnienia wyposażeniem gazowni były żeliwne piece poziome Clegga; wyparły je wkrótce piece ceramiczne, a po roku 1910 piece pionowe systemu Büba. W roku 1888 gazownię na Ludnej połączono długim na ponad 5 km przewodem z nowszą i bardziej wydajną Gazownią Wolską (obecnie Muzeum Gazownictwa w Warszawie) przy ul. Kasprzaka; przed rokiem 1914 powstał ostatni zbiornik gazu na Ludnej.
Pierwsze wielopiętrowe kamienice mieszkalne budowano tu dopiero po roku 1883, najpierw w okolicy skrzyżowania z ul. Solec; były dość utylitarne i miały charakter domów robotniczych.
Najważniejszymi obiektami przy ulicy były jednak zakłady przemysłowe; około roku 1900 powstała fabryka wyrobów tytoniowych Union, która wybudowała Okręgową Składnicę Materiałów Pocztowych – działała w niej potem drukarnia niejakiego Zornera. Od początków XX pod nr. 6/8 działał skład wyrobów budowlanych braci Horn, zaś przed rokiem 1914 na posesji nr. 9 otworzył wielkie zakłady ciesielskie Maurycego Karstensa; tuż obok wzniósł on aż siedmiopiętrową, utylitarną lecz o ciekawie ukształtowanej fasadzie. Nie była to jednak architektura dorównująca jego willi „Julia” w ówczesnym Otwocku Stacyjnym.
Do wybuchu I wojny światowej zakłady przemysłowe zdominowały pejzaż ulicy; kamienice dla niezamożnych robotników miały czysto użytkowy i koszarowy charakter. Istniały jednak latarnie gazowe oraz brukowa nawierzchnia; zaczęło się to zmieniać dopiero po roku 1918, kiedy przemysł wycofał się Powiśla na peryferia ustępując miejsca obiektom mieszkalnym. Przy Ludnej powstały wtedy domy dla pracowników firm państwowych o wyższym niż dotychczas poziomie. Swoje domy wystawiły tu Pocztowa Kasa Oszczędności (autorem projektu był Józef Handzelewicz), oraz na posesji kupionej od Karstensa – Ministerstwo Poczt i Telegrafów. Pod koniec trzeciej dekady XX wieku powstały kamienice w nieparzystej pierzei między ulicami Solec i Okrąg. 
W roku 1922 ulicą Ludną pojechał pierwszy tramwaj elektryczny linii „P”; położono też nowy bruk. Gazownia została zamknięta; urządzono w niej magazyny, po rozbiórce najstarszych zbiorników gazu na ich miejscu rozpoczęto budowę Fabryki Gazomierzy według projektu Romualda Gutta. Nie ukończony do roku 1939 budynek został uszkodzony podczas wojennych bombardowań; po wojnie jego relikty przebudowano na siedzibę Mazowieckiego Okręgowego Zakładu Gazownictwa, nie nawiązując do oryginalnego projektu Gutta.
W dawnych kamienicach z końca XIX wieku znalazły siedzibę instytucje podlegające Ministerstwu Spraw Wojskowych – pod nr. 11 działał Instytut Przeciwgazowy, pod nr. 13 i 15 – Instytut Techniczny Uzbrojenia. Pomiędzy latami 1935–1937 zbudowano pierzeję nowoczesnych modernistycznych kamienic pod numerami Ludna 3, 3a, 5, 5a, 7 i narożną, o adresie Okrąg 12 (niewykończona do czasów wojny). Taki stan rzeczy trwał do wybuchu II wojny światowej.
W roku 1939 spłonęły zbiorniki gazu i uszkodzony został dom PKO na rogu z ul. Okrąg, który utracił po części wystrój oraz mansardowy dach. W roku 1944 o pocztę i kamienice wzdłuż ulicy toczyły się ciężkie walki pomiędzy żołnierzami batalionu „Zośka“ i batalionu „Parasol“ a Niemcami. Głównym bastionem powstańczym był solidny budynek PKO. Z walk ocalało kilka budynków gazowni, dom PKO, poczta oraz kamienice z lat 30. XX wieku. 
W 1945 i 1946 na osi ulicy istniał most pontonowy na Wiśle, zbudowany przez polskich saperów (początkowo na linii ulicy Ratuszowej). Most został ostatecznie zlikwidowany w sierpniu 1946, po oddaniu do użytku odbudowanego mostu Poniatowskiego.
Po wojnie rozebrano część wypalonych kamienic, w tym kamienice pod adresami: Ludna nr 2, nr 1, nr 9a (M.Karstensa), nr 11 (Instytut Przeciwgazowy), nr 13 (Instytut Techniczny Uzbrojenia) oraz uszkodzone zabudowania gazowni (1969). Niedokończony budynek Fabryki Gazomierzy stał się siedzibą MOZG.
W lutym 1971 saperzy Stołecznej Grupy Rozminowywania rozpoczęli akcję wysadzania murów starego zbiornika Gazowni.
Z dawnej zabudowy przemysłowej ocalały relikty dawnej fabryki Union. Samą Ludną od strony Wisły wydłużono o nowy odcinek początkowy od ul. Wioślarskiej.

## Ważniejsze obiekty
- Posąg św. Barbary (róg ul. Solec)[5]
- Kancelaria Sejmu (nr 4a)

## W kulturze masowej
- Na poczcie znajdującej w budynku pod nr 4 w filmie Stanisława Barei Co mi zrobisz, jak mnie złapiesz? fotograf Roman Ferde (w tej roli Bronisław Pawlik) śledzi dyrektorową Anna Krzakoską (Ewa Wiśniewska)[6].